# Malick Yalcouyé
Malick Junior Yalcouyé  (Bandiagara, 18 november 2005) is een Malinees voetballer die bij voorkeur als centrale middenvelder speelt. Hij wordt door Brighton verhuurd aan SK Sturm Graz.

## Clubcarrière
IFK Göteborg haalde Yalcouyé in januari 2024 weg bij het Ivoriaanse ASEC Mimosas. Op 12 juli 2024 tekende hij een vijfjarig contract bij Brighton, dat hem meteen verhuurde aan SK Sturm Graz.